# 01式輕型反坦克導彈
01式輕型反坦克導彈（Type 01 LMAT，01-shiki kei-tai-sensha yūdō-dan）是一款由日本重工業企业川崎重工自1993年起研製，到2001年正式生產以後投入陸上自衛隊使用的肩扛及“射後不理”式反坦克导弹系統。
該導彈的研製目的為取代陸上自衛隊用於反坦克戰的84毫米卡爾·古斯塔夫M2无后座力炮，它在陸上自衛隊開發過程當中的編號為XATM-5。開發完成以後很快就移除「X」字，改稱為ATM-5；除此以外，01式又被國防部縮寫LMAT、綽號為鼠，以至被陸上自衛隊的部署單位俗稱為01（マルヒト）、輕型MAT。
它被第一空降旅中用作主要的反裝甲武器。01式專門被自衛隊所使用，而且由於受到日本国宪法的限制而不會遠銷海外。

## 歷史
由於日本陸上自衛隊需要將於前線服役的住友84毫米（卡爾·古斯塔夫M2）无后座力炮替換掉，計劃的結論是以紅外線成像導引（IIR）型反坦克导弹取代它，並且由防衛廳技術研究與發展研究所作委託。1993年，川崎重工因其方案獲選用於研製上述的反坦克導彈系統而成為主要承包商。這時該系統在陸上自衛隊進行的試驗過程當中被稱為XATM-5。先在同年，該系統被研製出來；以後在1996年，它進行了實彈測試。
2001年，經歷了11年的發展，它最終獲制式化、並且投入日本陸上自衛隊使用並且命名為01式輕型反坦克導彈（簡稱：01式LMAT）。2005年，防衛廳（現稱：防衛省）提交的一份報告中，要求從川崎重工購入的各種軍用品中包括了交付數量不明的01式輕型反坦克導彈系統，價格達到129,700,000,000日圓。
該系統的要求包括便攜性、可單兵使用和設計達到成本的技術。而研發當中所需解決的技術問題包括建立非製冷型紅外線成像導引系統、可在封閉式環境以內發射的導彈推進系統、能夠應對特殊裝甲的小型彈頭，以至需要結構緊湊而重量輕便。與此同時，降低成本也已為了重大挑戰，並且進行了各種嘗試以解決這些問題。其中，在反坦克導彈以內導入由日本電氣所研發的非製冷型紅外線成像傳感器是當時世界上第一次嘗試，這樣既可降低成本亦可提高瞬時的戰鬥能力。此外，將消費品大量用於所使用的電子部件也有助於降低成本。
其研發的總技術費用約為105億日圓，而每枚導彈的採購價格約為2,600萬日圓。
它被發配到普通科部隊的步枪排當中，並且按計劃順序的取代84毫米无后座力炮。

## 設計
01式輕型反坦克導彈是可由單一射手架於肩上瞄準並且發射個人便携式導彈系統。該武器系統是由一枚重達11.4千克的紅外線導引式導彈、收納導彈的發射器，以及由日本電氣公司所生產的觀察及目標尋獲裝置（具備夜間瞄準功能）所組成，總重量為17.5千克（38.58磅）。整合了瞄準裝置的發射機構可輕易地從內藏導彈的發射器上拆卸下來，藉以可達到4發／分鐘的射速。雖然可發射的彈藥類型只是反坦克彈頭，在訓練中可使用被稱為動能彈的廉價非制導式火箭彈代替導彈。還有的是，假設在必須單獨攜帶武器進行戰鬥行動的情況以下，由於沒有彈藥手的支援，單人攜帶包括備用彈藥在內的裝備總重量約為35公斤。
其導彈採用了紅外線成像導引（IIR），具備捕獲坦克等裝甲戰鬥車輛在內的军用车辆所發出的紅外輻射並且用作制導對象的功能；此外還有射後不理能力，在命中以前無需再繼續制導。射手還可在發射時從兩種攻擊目標的模式中選其一，分別是打擊可謂坦克的弱點、僅取決於發射時的射擊距離的攻頂模式與直接打擊模式；而導彈採用的彈頭為串聯锥形装药式高爆反坦克彈，其兩級式彈頭使其能夠有效打擊受爆炸反應裝甲所保護的载具。
該導彈亦具有軟發射能力——導彈在離開了發射器以後才點燃其发动机——可讓01式導彈從狹窄的空間（例如建筑物）裡發射出去，而這可是城鎮戰當中所必需的；另一個好處是不會產生大規模的發射特徵，並繼而將01式導彈的射手的位置暴露於敵軍的反擊火力風險以下。另外，它亦可從普通科所裝備的輕裝甲機動車的頂部艙門上發射。
雖然目前該導彈的最大射程為機密，但在最近年來的富士綜合火力演習當中已經證明了它能夠打擊距離1,000公尺的固定目標。
輕型反坦克導彈系統在各方面都與美國FGM-148「標槍」（22.3千克）、中國红箭-12（22千克）和以色列拉斐爾長釘-MR／LR型（26千克，包括3千克的三腳架）等很相似。尤其若只與「標槍」作比較，01式重量亦比「標槍」稍輕（400克），因此性能參數相似。相比之下，01式LMAT採用了非製冷式紅外傳感器，因而導致热成像仪較重。
由於需要藉由熱感應以激活系統，因而難以快速確認目標以後射擊；加上其應用非常有限，例如難以用以打擊除車輛之外的各種陣地目標。結果從2012年度起，自衛隊開始採購卡爾·古斯塔夫M3，並且命名為84毫米毫米無後座力炮（B）（原稱為多用途炮）以補充01式的缺失。

## 部署
在最初的規劃當中，計劃將01式輕型反坦克導彈發配到普通科连隊以內的反坦克排隊兩支射擊班隊當中，雖然亦計劃配置一支无后座力炮班以增加反裝甲火力，普通科步槍排卻從10人的伍隊編制更改為7人（目前8人）班隊。由於反裝甲火力與通常火力都有所下降，作為這編制缺失的補償，因而開始於普通科當中部署步槍排。直到2010年，按預算採購了1,073具。
| 交付年度             | 交付數量 | 交付年度             | 交付數量 |
| -------------------- | -------- | -------------------- | -------- |
| 2001年（平成13年度） | 170套    | 2007年（平成19年度） | 36套     |
| 2002年（平成14年度） | 242套    | 2008年（平成20年度） | 49套     |
| 2003年（平成15年度） | 170套    | 2009年（平成21年度） | 43套     |
| 2004年（平成16年度） | 240套    | 2010年（平成22年度） | 39套     |
| 2005年（平成17年度） | 36套     | 合計                 | 1,073套  |
| 2006年（平成18年度） | 48套     |                      |          |

## 應用
01式輕型反坦克導彈雖然用作步兵的反坦克武器，但亦可以架設於輕裝甲機動車以上，將其用作機動型反坦克平台。

## 使用國
- 日本：1,073具（2010年）

## 流行文化

### 動漫
- 『重裝武器』：被正統王國（A Legitimate Kingdom）用作主要的便攜式反裝甲武器，故事當中被賀維亞·溫切爾（ヘイヴィア＝ウィンチェル，Havia Winchell，聲：石川界人）所使用。
- 『Re:CREATORS』：被開放世界型RPG遊戲《追憶的阿瓦肯》中的賢者型非玩家角色米特奧拉·艾斯特萊希（メテオラ・エスターライヒ，聲：水瀨祈）於11月10日從自衛隊十條駐屯地中盜取以後用在第1、5和10集的戰鬥當中。

### 小說
- 『9S』：第五集（9S V）當中，被海星所屬的部隊的UH-1J以上的士兵所使用。
- 『戰國自衛隊1549』：被时间旅行至回到战国时代1549年的「羅密歐隊」所使用。

## 資料來源
1. 1 2  .   [2009-09-01]. （原始内容存档于2012-11-13） （日语）.
2. 1 2  .   [2010-04-23]. （原始内容存档于2011-10-02） （日语）.
3. 1 2  . 日本陸上自衛隊.   [2010-04-23]. （原始内容存档于2011-03-10） （日语）.
4. ↑  kei taisensha yuudoudan意即「輕型反坦克導彈」（Light Anti-tank guided missile）
5. 1 2 3 4 5 6  .   [2018年11月13日]. （原始内容存档于2010年7月27日）.
6. 1 2  . 美國科學家聯盟.   [2009-09-01]. （原始内容存档于2009-08-26）.
7. 1 2 3 4 5 6 7 8  陸上自衛隊の対戦車兵器（10） 前河原雄太 スピアヘッドNo.10 P83-87 アルゴノート社
8. ↑  Andreas Parsch. . 2004-03-16  [2009-01-12]. （原始内容存档于2013-05-02）.
9. ↑  本來，反坦克導彈的英文“Anti Tank Missile”的縮寫應該是“ATM”；可在1960年代的安保鬥爭等導致社會不穩定因素中迫使自衛隊治安出動時，為免“ATM”是“原子＝原子弹＝核武器”的誤解反而導致衝突升級而將64式反坦克導彈的縮寫定為MAT（64MAT）。作為其後繼型號的本型反坦克飛彈及以後的反坦克飛彈都通稱為“MAT”。
10. ↑  .   [2010-04-23]. （原始内容存档于2010-04-04） （日语）.
11. 1 2  .   [2009-11-04]. （原始内容存档于2012-11-13） （日语）.
12. ↑   (PDF). 日本防衛省.   [2010-04-23]. （原始内容 (PDF)存档于2012-10-01） （日语）.
13. ↑  .   [2010-04-23]. （原始内容存档于2010-09-15） （日语）.
14. ↑  .   [2018-11-13]. （原始内容存档于2009-08-26）.
15. ↑  .   [2018-11-30]. （原始内容存档于2018-11-15）.
16. ↑  .   [2018-11-13]. （原始内容存档于2010-08-30）.

## 外部連接
- （日語）—陸上自衛隊：装備（页面存档备份，存于）
- （日語）—ミサイルよもやま話
- YouTube—Video LMAT vs Javelin（页面存档备份，存于）